# Meringa
La meringa è una preparazione dolce a base di albume di uova e zucchero a velo, tipica della pasticceria europea.
Molte sono le leggende folcloristiche sulla sua origine e sull'origine del suo nome. Quello che si sa è che la prima ricetta fu pubblicata dal cuoco francese François Massialot nel 1692.

## Descrizione
Leggerissima e friabile, trova applicazione in diverse preparazioni dolci. Le più note sono la meringata, île flottante, gli spumini bianchi o ricoperti di cioccolato fuso, i funghetti, le dita di dama, le meringhette, i dischi di meringa per torte gelate, i fondi per vacherin e per le uova alla neve.
Le meringhe ordinarie sono spesso cotte in forma di ciuffo. Vengono poi accoppiate, incollando le due basi una all'altra con panna montata o cioccolato e posate in pirottini di carta. Sebbene sia solitamente bianca, la meringa può essere variamente colorata per creare contrasti di colore con altri ingredienti del dolce. Può, inoltre, venire aromatizzata, ad esempio con aggiunta di cacao, vaniglia, gocce di limone.

## Tipi di meringa
Nella pasticceria europea esistono la meringa ordinaria o meringa francese, la meringa italiana e la meringa svizzera.

### Meringa ordinaria o francese
La meringa ordinaria è la più comune in Italia, si compra sia nelle pasticcerie che nelle panetterie. Tecnicamente parlando, viene detta meringa francese.
Per prepararla si separano con grande cura gli albumi dai tuorli, quindi si aggiunge lo zucchero a velo. Si sbatte l'impasto ripetutamente per circa un quarto d'ora con una frusta da cucina o un frullatore. Dopo un po' di tempo gli albumi si gonfiano, diventando spumosi e bianchi. Questa operazione viene detta montare le chiare a neve ferma. Si riconosce che la montatura è completata dal fatto che il composto è lucido e, capovolgendo il contenitore, resta fermo senza cadere giù.

Una volta che il composto ha assunto la giusta consistenza, lo si inserisce in una tasca da pasticciere e lo si spreme su una placca da forno. Si creano forme varie, come quella a schiaffo, cioè un piccolo cumulo a punta, e a piattino, a forma di disco piatto. Le forme devono cuocere per diverse ore a temperature bassissime; questo tipo di cottura viene spesso definito a forno dolcissimo. L'ideale sarebbe far cuocere le meringhe per 3 ore a forno leggermente aperto, a 60-70 °C.
Di fatto la meringa più che cuocere asciuga, tanto che alcuni cuochi la tengono per un'intera notte nel forno in cui lasciano accesa la sola lampadina che si usa per controllare lo stato dei cibi. Il calore lievissimo e la naturale evaporazione sono sufficienti a seccare il composto. Quale che sia il metodo di cottura, le meringhe francesi devono risultare completamente asciutte, bianche, leggerissime ed estremamente friabili. Può essere abbinata con la panna e spolverata di cannella o cacao.
Nel Veneto viene anche chiamata spumiglia; in Romagna e a Firenze vengono chiamate spumini.
Molto popolare in Piemonte come torta meringata.

### Meringa italiana
Curiosamente la meringa italiana è tipica della Francia, in Italia è usata molto più raramente. La definizione, però, viene universalmente mantenuta poiché i ricettari fondamentali della pasticceria moderna furono francesi, come lo furono moltissimi grandi cuochi.
Nella meringa italiana si separano con grande cura gli albumi dai tuorli e si montano a neve ferma. Si prende lo zucchero unito ad acqua e lo si cuoce fino a che raggiunga i 121 °C (usando le dita bagnate in acqua fredda, si pizzica il composto che deve produrre un filo consistente). Questo sciroppo si versa poi lungo il bordo del contenitore dove le chiare d'uovo stanno montando da almeno da 7-8 minuti. Il prodotto ottenuto, che verrà lasciato riposare per una mezz'ora, non viene cotto come la meringa ordinaria. Si usa piuttosto come fosse una crema per farcire dolci come la zuppa inglese meringata, l'omelette norvegese, l'île flottante e altri. In alcuni casi viene gratinato in forno. Trova applicazione soprattutto in preparazioni senza cottura quali mousse e semifreddi, anche per il suo gusto delicato che non copre gli altri sapori.

#### "Meringa-fragola" e "meringa-cioccolata"
Le fragole o il cioccolato vengono aggiunti alla meringa in forma di aroma o polvere.

#### I "funghetti"
Questa forma si ottiene unendo le due parti di meringa con cioccolata o con zucchero lavorato, anche aromatizzato.

#### "La casa di meringa"
È una variante soprattutto per bambini, con cioccolato e/o zucchero lavorato per legare le pareti, pavimento e tetto di meringa a costituire una casetta di meringa; l'interno può essere farcito con creme dolci.

### Meringa svizzera
Si separano con grande cura gli albumi dai tuorli, si mettono in una casseruola di rame stagnato, detto polsonetto, con lo zucchero. Si mette la pentola sul fuoco e si sbatte il composto sino a che abbia raggiunto i 60 °C. Si ritira dal fuoco e si mette in planetaria per terminare la procedura di montaggio, permettendo in questo modo di inglobare aria all'interno degli albumi. Terminata l'operazione si toglie dalla planetaria e si inserisce in un sac a poche con duglia liscia o rigata, in base semplicemente all'utilizzo o alle proprie esigenze. Una volta fatto ciò si deve sapere che la meringa, conosciuta come dolcetto monoporzione è più indicata realizzarla con il metodo alla francese, ma si può comunque realizzare con questo metodo o anche per preparare mousse o semifreddi.

### Meringa sarda
La sua particolarità è la presenza di mandorle: agli albumi montati a neve si aggiunge un composto di mandorle filettate e zucchero. La cottura avviene in forno a 100 °C, per circa 15 minuti. In Logudoro e Gallura e Barigadu ha il nome di "bianchino".

### Meringa marocchina
Presenta granella di nocciola.